# Succulenta (Netherlands)
Succulenta (Netherlands), (abreujat Succulenta (Netherlands)), és una revista il·lustrada amb descripcions botàniques que va ser editada als Països Baixos. Va començar la seva publicació l'any 1919, amb el nom de Succulenta; Nederlandsche Vereeniging van Liefhebbers van Cactussen en andere Vetplanten. Huizum, etc..